# 高松インターチェンジ
高松インターチェンジ（たかまつインターチェンジ）は、石川県かほく市高松にあるのと里山海道のインターチェンジである。

## 歴史
- 1973年（昭和48年）
  - 7月21日 - 能登海浜道路の当IC - 柳田IC間が開通[2][4]。
  - 7月22日 - 当IC - 柳田IC間が供用開始[1][3][5][6]。供用開始当初は暫定2車線で[2][4]、6時から22時までが通行可能時間帯として指定（深夜は通行禁止）[2]。
  - 8月15日 - 白尾IC - 当IC間が開通（暫定2車線）[3][5][6]。
- 1982年（昭和57年）9月13日 - 路線名を「能登有料道路」に変更[6][7]、同道路のインターチェンジとなる。
- 1994年（平成6年）8月11日 - 当ICを含む白尾IC - 柳田IC間が4車線化[6]。
- 2013年（平成25年）3月31日 - 能登有料道路が無料化されたことに伴い、のと里山海道のインターチェンジとなる[6]。

## 道路
- E86 のと里山海道

## 接続道路
- 石川県道162号高松内灘線
- 石川県道227号八野高松線

## 周辺
- 高松南部海水浴場
- かほく市立高松中学校
- 西日本旅客鉄道（JR西日本）七尾線 横山駅・高松駅

## 隣
E86 のと里山海道
白尾IC - 高松IC - 県立看護大IC